# هيو إي. ويلسون
هيو إي. ويلسون (بالإنجليزية: Hugh E. Wilson)‏ هو مدرب كرة سلة أمريكي، ولد في 14 يناير 1899 في إيونيا في الولايات المتحدة، وتوفي في 6 أبريل 1962.